# 刘大功
刘大功（1954年—2017年8月10日），河南灵宝人，汉族，中华人民共和国政治人物、第十一届全国人民代表大会河南地区代表。
毕业于河南省委党校经济管理专业，是中共党员。担任中国一拖集团有限公司董事长。2008年起担任全国人大代表。